# Coenotephria ludificata
Coenotephria ludificata är en fjärilsart som beskrevs av Otto Staudinger 1870. Coenotephria ludificata ingår i släktet Coenotephria och familjen mätare. Inga underarter finns listade i Catalogue of Life.